# Alholmen
Ne doit pas être confondu avec Alholmen (Tysnes).
Alholmen est une île norvégienne dans le comté de Hordaland. Elle fait partie du territoire de l'ancienne commune de Øs, aujourd'hui rattachée à Bjørnafjorden.

## Géographie
Rocheuse et couverte d'arbres, elle s'étend sur environ 518 m de longueur pour une largeur approximative de 290 m. 